# 마리아 (대한민국의 가수)
마리아(1978년 9월 8일 ~ )는 대한민국의 팝페라 가수이다. 에이티엔터테인먼트 소속이며, 2001년 1집 《Muse》로 데뷔하였다. 본명은 심현영이다.

## 학력
- 숙명여자대학교 성악 학사

## 음반

### 정규
- 2001년 1집 《Muse》
- 2004년 2집 《Whispers Of Love》
- 2006년 3집 《MARIANI》

### 싱글
- 2010년 《한 500》